# Roberto Rollemberg
Roberto do Valle Rollemberg, (Campinas, 4 de julho de 1929 - Jales, 11 de fevereiro de 1995) foi deputado federal e presidente do partido PMDB paulista. Roberto teve graduação em Ciências Jurídicas e Sociais pela Faculdade de Direito da Universidade de São Paulo (USP).[2] Roberto Rollemberg teve sua morte provocada por câncer aos 65 anos de idade em 11 de fevereiro de 1995.
Advogado, pai de quatro filhos, Roberto Rollemberg foi eleito deputado estadual em São Paulo, em 1967. Dois anos depois, teve o seu mandato cassado pelo AI-5, ato institucional do governo militar. Durante o governo Quércia, exerceu o cargo de secretário de Governo, de 1988 a 1990. Rollemberg foi deputado federal por três mandatos, o último encerrado no ano de sua morte, em 1995.

## Carreira Política
Em novembro de 1956, Roberto do Valle Rollemberg começou sua carreira política. Teve seu primeiro cargo como vereador eleito em Jales (SP), pelo Partido Social Democrático (PSD). Após um ano assumiu o mandato, e atuou na presidência da Câmara Municipal.
Em outubro de 1965, o presidente Castelo Branco elaborou a publicação do Ato Institucional nº 2 (AI-2) somada à  instauração do bipartidarismo, o vereador se filiou à Aliança Renovadora Nacional, conhecida popularmente como Arena, partido que apoiou regime militar instituído no Brasil em 1964.
Em fevereiro de 1967 entrou na Assembléia Legislativa e cumpriu seu mandato até abril de 1969. Ficando no cargo apenas durante 2 anos e 2 meses. Teve seu mandato cassado quando foi decretado o AI-5 em 13 de dezembro de 1968, causando a dissolução do Congresso Nacional e extinguindo os direitos políticos de diversos parlamentares.
Tendo sido afastado da vida política durante anos, só retornou às atividades no final de 1982 quando foi eleito o primeiro Suplente de Deputado Federal de São Paulo pelo Partido do Movimento Democrático Brasileiro (PMDB).
Em 1984 votou a favor da Proposta de Emenda Constitucional (PEC) nº 05/1983, conhecida como emenda Dante de Oliveira, que propunha o restabelecimento de eleições diretas para presidente da República em novembro. A emenda não conseguiu o número suficiente de votos para sua aprovação. Faltando 22 votos para que o projeto fosse encaminhado para avaliação do Senado. Quando o Colégio Eleitoral se reuniu no começo do ano seguinte para decidir o próximo presidente da República, Roberto Rolemberg votou em Tancredo Neves, novo presidente eleito do Brasil pela Aliança Democrática. Formada através de uma ligação do PMDB com o que restava do Partido Democrático Social (PDS) acolhida pela Frente Liberal. Porém Tancredo não chegou a cumprir o mandato por motivos de saúde. Só decidiu só anunciar sua doença no dia da posse, em 15 de março, quando já estivessem em Brasília os chefes de estados esperados para a cerimônia de posse. José Sarney, seu vice, assumiu o cargo e tomou posse no mesmo dia.
Em novembro de 1986, Rolemberg se elegeu Deputado Federal Constituinte e começou a auxiliar na bancada do PMDB. Tomou posse no mês de fevereiro de 1987 quando se iniciaram trabalhos na Assembléia Nacional Constituinte (ANC), o político integrou-se como membro titular na sub-comissão da União, Distrito Federal e Territórios da Comissão da Organização do Estado e, como suplente, a sub-comissão de Garantia da Constituição, Reformas e Emendas da Comissão da Organização Eleitoral, Partidária e Garantia das Instituições.

### Mandatos (na Câmara dos Deputados)
Roberto Rollemberg exerceu a função de Deputado Federal pelo PMDB de São Paulo durante os anos de 1983 até 1987. Tendo a data de posse 17 de março de 1983. Quatro anos depois, atuou como Deputado Federal na Constituinte, durante os anos de 1987 até 1991. Também pelo PMDB de São Paulo. Tendo data de posse no dia 1 de fevereiro de 1987. Por último, atuou como Deputado Federal pelo PMDB de São Paulo entre 1991 e 1995. Deixando o cargo por conta do câncer. A data de posse foi no dia 18 de março de 1991.

### Licenças
Rollemberg obteve licença de seu cargo de Deputado Federal durante os anos de 1987 até 1991 para exercer o cargo de Secretário de Governo do Estado de São Paulo durante o governo de Orestes Quércia, 28° governador do estado de São Paulo.
Obteve outra licença de seu cargo de Deputado Federal durante os anos de 1991 e 1995 para tratar de Interesses Particulares.
E, sua licença final, obteve para tratar de sua saúde durante 04 e 13 de agosto de 1994. Esta foi sua última.

### Suplências e efetivações
Rollemberg assumiu o cargo de Suplente (durante seu mandato de Deputado Federal) entre 1983 e 1987. Mais especificamente, de 17 de março de 1983 até 31 de dezembro de 1985. Depois de 85, assumiu a vaga do Deputado Wagner Rossi, sendo efetivado em 1 de janeiro de 1993.

### Filiações partidárias
O deputado além de filiado ao PMDB de São Paulo, também se filiou ao PSD durante quatro anos (1956 a 1960); Se filiou ao PTB entre 1961 e 1965; MTR a partir de 1965 e ao partido apoiador da ditadura militar, Arena entre 1966 e 1979.

### Atividades partidárias
Roberto Rollemberg foi vice líder do PMDB na Câmara dos Deputados entre 1989 e 1990. E entre 1987 e 1988 coordenou a Bancada Federal do PMDB de São Paulo na Câmara dos Deputados.

### Atividades parlamentares
Rollemberg foi relator no Congresso Nacional da CPI Mista de Denúncias na Destinação de Recursos do Orçamento da União em 1993.

### Mandatos externos
Quanto aos mandatos externos do deputado Roberto Rollemberg, foi vereador em Jales pelo PSD de 1957 a 1960. Também se elegeu prefeito de Jales, porém pelo PTB, de 1961 a 1965. Depois disso, foi eleito vereador em Jales pelo partido MTR de 1965 a 1967. E por último, se elegeu Deputado Estadual de São Paulo pelo partido Arena de 1967 a 1969, durante o período militar.

### Propostas[1][3]
Nas principais votações da Constituinte, o político se posicionou contra:
- Pena de morte;

Rolemberg se posicionou/votou à favor:
- Anistia das dívidas do Cruzado;[4]
- Estabilidade no emprego;
- Estatização do sistema financeiro;
- Limitação para os encargos da dívida externa;
- Pluralidade sindical;
- Legalização do aborto;
- Manutenção da unicidade sindical;
- Instituição do voto obrigatório aos jovens de 16 anos;
- Rompimento de relações diplomáticas com países de orientação política racista;
- Mandado de segurança coletivo;
- Turno sem interrupções de seis horas;
- Soberania popular;
- Nacionalização do subsolo;
- Proibição do comércio de sangue;
- Mandato de 5 anos para o presidente José Sarney;
- Quanto ao sistema de governo, se manifestou à favor do presidencialismo.

Ficou ausente nas votações sobre:
- Aviso prévio proporcional;
- Desapropriação da propriedade produtiva.

Antes da promulgação da nova Carta (5 de outubro de 1988), em julho de 1988, deixou seu cargo na Constituinte para exercero cargo de secretário de Governo durante o mandato de Orestes Quércia (1987-1991). José Lunes entrou em seu lugar na Câmara.
Deixou a Secretaria de Governo em 1990 e tentou a reeleição pelo PMDB em São Paulo. Em outubro, conseguiu primeira suplência. Roberto Rolemberg passou a integrar a Comissão Pró-Impeachment, criada na Câmara em 1992 e formada por parlamentares que defendiam fortemente o afastamento de Fernando Collor de Mello da presidência da República, o acusando por crime de responsabilidade. Também foi membro da CPI da Corrupção do Orçamento em 1993.
Rolemberg foi efetivado em seu mandato em 1º de janeiro de 1993 com a renúncia do deputado Jurandir Paixão. Ainda no mesmo ano, se tornou presidente do diretório estadual do PMDB paulista. Tendo cargo de dirigente partidário, o político ficou muito conhecido por sua capacidade de articulação política e pela independência perante a Orestes Quércia e Luís Antônio Fleury Filho, os principais líderes do PMDB em São Paulo. Foi escolhido como relator especial do caso de quatro parlamentares citados na Comissão Parlamentar de Inquérito (CPI) em janeiro de 1994. Com o objetivo de investigar denúncias de irregularidades na elaboração do Orçamento da União. No caso, o relator-geral da CPI, o deputado Roberto Magalhães, se declarou suspeito pelo fato de ser amigo pessoal de um dos principais acusados, Ricardo Fiúza.

### Vida pessoal
Roberto Rollemberg era casado com Naomi Okajima Rolemberg e teve quatro filhos com ela.

### Morte
Em setembro de 1994, o deputado foi diagnosticado com um tumor cerebral, e teve que deixar a Câmara dos Deputados.
Roberto Rollemberg morreu em Jales no dia 11 de fevereiro de 1995, aos 65 anos.